# سوء التغذية الغضروفي
سوء التغذية الغضروفي أو الحثل الغضروفي (حرفيا، «سوء نمو الغضروف») يشير إلى اضطراب الهيكل العظمي الناجم عن واحدة من الطفرات الوراثية التي لا تعد ولا تحصى والتي يمكن أن تؤثر على تطور الغضروف.   ويستخدم كمصطلح عام فقط في الأدبيات الطبية بشرط عدم توافر وصف أكثر دقة.

## المظهر
الأشخاص الذين يعانون من الحثل الغضروفي يكون لديهم جذع من الحجم العادي والأطراف قصيرة بشكل غير طبيعي (القزامة). يطلق هؤلاء المتأثرين من الاضطراب في كثير من الأحيان على أنفسهم اسم الأقزام، والناس الصغيرة أو الأشخاص قصيرة. تم تحديد أكثر من 100 نوع من خلل التنسج العظمي. تم العثور على الحثل الغضروفي في جميع الأجناس الذكور والإناث على حد سواء، ويحدث في حوالي واحد من كل 25000 طفل. الحثل الغضروفي والودانة هي الأشكال الأكثر شيوعا من الاضطرابات الزجاجية الوراثية.
يُغطي الغضروف زجاجي العظام الطويلة وفقرات العمود الفقري. يأخذ نمو معظم أطراف الطفولة مكان في نهايات العظام الطويلة، وليس في المحور. عادة، في خلال نمو الطفل يتحول الجزء الداخلي للغضروف المفصلي إلى عظام، ويتم تكوين غضروف جديد على السطح للحفاظ على المفاصل بشكل سلس. يتم إعادة استيعاب الهوامش المشتركة القديمة (الحواف)، بحيث يتم الحفاظ على الشكل العام للمفصل مع استمرار النمو. فشل هذه العملية في جميع أنحاء الجسم يؤدي إلى خلل التنسج العظمي. كما أنه يؤدي إلى بداية مبكرة جدا من التهاب المفاصل، لأن الغضاريف التالفة هشة للغاية وقابلة للتآكل والتلف الطبيعي.

## الأسباب
ويعتقد أن الحثل الغضروفي  سببه صبغي جسمي، أليل متنحي. لتجنب «جرعة قاتلة» محتملة يجب على الآباء والأمهات أن يتقدموا إلى الاختبارات الجينية. قد يعاني الطفل من الحثل الغضروفي أو التقزم إذا حُملت مع ناقل آخر النتائج قد تكون قاتلة. يعني هذا أنه على الرغم من كون كلا الوالدين طبيعيين تماماً في الطول، فإن الطفل سيعاني من نوع واحد من نوعين خلل التنسج العظمي. يتميز النوع الأول (خلل تنسج جذع قصير)، بجذع طويل وأطراف قصيرة للغاية، وهو أكثر شيوعا من النوع الثاني. يتميز النوع الثاني، (خلل تنسج الطرف القصير)، بجذع تقصير وأطراف حجمها عادي. هؤلاء المتضررون من الحثل الغضروفي قد يعانوا أيضا من الاضطرابات الأيضية والهرمونية، وكلاهما يمكن مراقبتها والسيطرة عليها عن طريق الحقن الهرمونية. هذا يعني أنه على الرغم من أن كلا الوالدين طبيعيان تمامًا في الارتفاع، فإن الطفل يعاني من أحد هذين النوعين من خلل التنسج العظمي. النوع الأول (خلل التنسج القصير للأطراف)، الأكثر شيوعًا بين الاثنين، يتميز بجذع طويل وأطراف قصيرة للغاية. النوع الثاني، خلل التنسج قصير الجذع، يتميز بجذع قصير الحجم وأطراف بحجم طبيعي. قد يتعرض المصابون بحثل الغضروف أيضًا إلى اضطرابات التمثيل الغذائي والهرمونية، وكلاهما يمكن مراقبتهما والتحكم فيهما عن طريق الحقن الهرمونية.
تم توليد حيوانات بشكل خاص للحصول على صفات الحثل الغضروفي لأغراض البحث وللسماح للحيوانات بسهولة أكبر من التجول بحرية دون الهروب، على سبيل المثال، القفز فوق اسوار المزرعة. وأحد الأمثلة على ذلك هو أغنام أنكون، والتي ولدت لأول مرة من خروف في عام 1791مع حثل غضروفي طبيعي.

### الوراثة

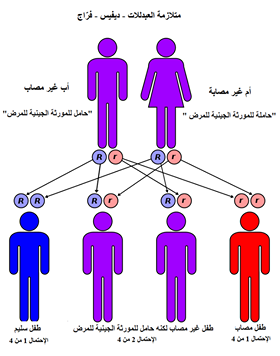
الحثل الغضروفي له نمط وراثي جسمي متنحي في الوراثة..

الحثل الغضروفي هو اضطراب سيادة (وراثة)، وهذا يعني أنه من أجل ظهور هذا المرض، يجب على الفرد المصاب أن يمتلك نسختين من أليل (جين) اللاضطراب. تحدث وراثة جينات الحثل الغضروفي على النحو التالي:
دعونا نطلق اسم "T" على الأليل السائد لطول القامة الطبيعي، ورمز "t" على الأليل المتنحي للحثل الغضروفي. سيتم اختيار واحدة أو أخرى خلال اختيار عشوائي للحصول على «مكان» بشكل خاص على الكروموسوم لها. إذا كان كلا الوالدين يحملان جين الحثل الغضروفي على شكل صفة متنحية، سيقوم كل منهما بنقل نسخة واحدة من أليل "T" ونسخة واحدة من أليل"t" (كل شخص لديه نسختين من كل أليل وراثي، جين من الأب وجين من الأم). عندما تتكاثر يصبح هناك أربعة الأليلات محتملة والتي يتم اختيار احدهاعشوائيا، اثنان منهم أليل "T" (واحد من الأب، وواحد من الأم)، واثنان منهم أليل "t" (مرة أخرى، واحدة من الأب، وواحد من الأم). فإن نسبة المندلية الناتجة من نسل من هذا التزاوج ثم يكون:
1) 1 سائد متماثل، أو"TT"
2)و2 سائد مختلف، أو"Tt"
3)و1 متنحي متماثل، أو"tt"
إن الأنماط الناتجة في النسل تكون ثلاثة غير متضررين، ذو طول عادي، وواحدة من النسل متضرر ولديه حثل غضروفي؛ ستكون هناك فرصة 25٪ في وجود ذرية متضررة إذا كان كلا الوالدين حاملين الأليل المتنحي. الاحتمالات الأخرى لمجموعات أليل أخرى محتملة متعلقة بهذه الجينات هي: فرصة 0٪ من نسل المتضررين إذا كان أحد الوالدين فقط حامل للجين، فرصة 0٪ من نسل المتضررين إذا كان أحد الوالدين متضرر والآخر حامل للجين، و 50٪ فرصة للذرية المتضررين إذا كان أحد الوالدين متضرر والآخر حامل للجين. ويمكن الاطلاع على هذه النسب عن طريق استخدام مربع مندل القياسية.

### نسبة الخطر في الوراثة

#### كلا الوالدين متوسط
1.) زوجان لديهم بالفعل طفل لديه الحثل الغضروفي. خطر الميراث ان يكون الطفل المقبل لديه اضطراب 0.1٪ (أقل من 1 في 1000)
2.) خطر أن الطفل ذو القامة الطبيعي سيكون لديه ذرية واحدة على الأقل يعاني من هذا الاضطراب هو 0.01٪ (أقل من 1 في 10000)

#### أحد الوالدين لديه الحثل الغضروفي والآخر ليس لديه
1.) طفل واحد مع طول طبيعي. احتمال أن يكون للطفل ذرية مع الحثل الغضروفي هو 0.01٪ (أقل من 1 في 10000)
2.) طفل واحد مع قامة عادية؛ احتمال ان يكون الطفل القادم لديه حثل غضروفي هو 50٪ (1 في 2)
3.) طفل واحد مع قامة عادية؛ احتمال ان يكون الطفل القادم ليس لديه حثل غضروفي هو 50٪ (1 في 2)

#### كلا الوالدين لديه الحثل الغضروفي
1.) احتمال ان تكون الذرية لديها حثل غضروفي هو 100٪ (4 في 4)
2.) احتمال أن تكون ذرية من الحجم العادي هو 0٪ (0 في 4)

## التشخيص
هناك عدة طرق لتحديد إذا كان الطفل لديه الحثل الغضروفي، بما في ذلك اختبار الأم والأشعة السينية. إذا اشتبه في أنه لدى الجنين حثل غضروفي يمكن اختبار الآباء لمعرفة ما إذا كان لدى الجنين في الواقع المرض. ولكن لا يمكن التأكد من التشخيص حتى ولادة الطفل. ويتم تأكيد التشخيص بمساعدة العديد من الأشعة السينية  ورسمة لأنماط نمو العظام. يجب على الأهل أن يراقبوا الطفل عند تشخيصه بسبب عدة عوامل مختلفة. قد يتأثر البصر والمهارات الحركية والتنفس (انقطاع النفس) وقد تحدث مشاكل في الوزن (السمنة) في خلال نمو الطفل. أيضاً قد يحدث هيكليا، الجنف، تقوس الساقين (ركبة فحجاء)، والتهاب المفاصل.

## العلاج
لا يوجد علاج في الوقت الحالي لتعزيز نمو العظام في مرضى الحثل الغضروفي. يبدو أن أنواع معينة من هرمون النمو تعمل على زيادة معدل النمو خلال السنة الأولى من الحياة / العلاج، ولكن ليس لها تأثير كبير في المرضى البالغين. قام عدد قليل فقط من المراكز الجراحية في العالم بأداءًا إجراءات إطالة الساق والذراع تجريبياً. تم العثور على العلاجات الأكثر شيوعا في طلب المساعدة من: طب الأسرة، طب الأطفال، الطب الباطني، علم الغدد الصم، والهندسة الوراثية، وطب الجهاز العصبي، وجراحة العظام.

## التأقلم مع الحثل الغضروفي
من المهم أن يختبر الفرد الاستقلال بالذات وتقدير الذات. هناك العديد من الأجهزة المتاحة للمساعدة في التغلب على عيوب القامة الصغيرة، بما في ذلك تمديدات ضوء المتحول والدواسات أطول في السيارات لتمكين القيادة الفعالة. تساعد العديد من المنظمات مثل جمعية الأشخاص الصغار الأمريكية (هي منظمة غير ربحية تقدم الدعم والموارد والمعلومات للأفراد الذين يعانون من التقزم وعائلاتهم) الأشخاص الصغارعلى التفاعل والانخراط.

### التربية البدنية والرياضة
امتلاك اطراف قصيرة قد يؤدي إلى الحد من التحكم في الكرة، والأداء الرياضي في الألعاب الرياضية مثل كرة المضرب وبعض من مسار الأحداث، مثل الوثب الطويل والوثب العالي. ومع ذلك، يمكن أن تكون الأطراف القصيرة ميزة في رياضة رفع الأثقال. بالإضافة إلى ذلك، ينصح بممارسة السباحة وركوب الدراجات وذلك بسبب تأثيرهم المحدود على المفاصل.

### التعديلات المقترحة
- ضبط ارتفاع شبكات كرة القدم والكرة الطائرة.
- قواعد معدلة لاستيعاب حجم وهيكل.
- معدات معدلة، مثل كرات صغيرة أو المضارب.
- خفض الأراجيح للسماح بشعور الاستقلال في الملعب.

### جمعية رياضة القزم الأمريكية
بدأت جمعية رياضية القزم في عام 1985 للأشخاص الصغار. الرياضات الأكثر شيوعا هي كرة السلة والكرة الطائرة ورفع الاثقال، العدو، والسباحة والبولينج. تقام الفعاليات الوطنية جنبا إلى جنب مع المؤتمر السنوي للأشخاص الصغار في أمريكا. تستقبل الألعاب الرياضيين الذين هم 4'10 "أو أقل ولديهم حثل غضروفي أو الاضطرابات المرتبطة به. قد ينافس الرياضيين الذين يستوفون الشروط الموضحة أعلاه في الألعاب الأولمبية للمعاقين وغيرها من الفعاليات التي ترعاها اللجنة البارالمبية الدولية.